# Cephalotes christopherseni
Cephalotes christopherseni är en myrart som först beskrevs av Auguste-Henri Forel 1912.  Cephalotes christopherseni ingår i släktet Cephalotes och familjen myror. Inga underarter finns listade.